# 夜市
夜市（よいち、よるいち）は、主に中華圏や東南アジアを中心に存在する、夕方から真夜中に営業する屋台、露店、雑貨、売店、移動販売などの集合体である。特に熱帯や亜熱帯地域においては、昼間の暑さを避けて比較的快適な夜に人々が外出するために夜市が発展している。中国語では夜市（イェーシー,イヱスゥー）、台湾語では夜市仔（ヤーチアー）、商展（ションデン）、ベトナム語では chợ đêm （チョー・デム）。英語では Night market のほかに Night Hawkers とも。日本語では他にナイトマーケット、ナイトバザール、夜店等と呼ばれることもある（なお、日本語の夜店という漢字は、台湾ではパブ、バーの意味である）。お寺、大学、駅、公園、川沿いなどを中心に発展していることが多い。

## 歴史と由来
隋や唐の時代、市場は厳格な規制を受けており、官吏の管制で開店や閉店時間が決められていた。晩唐の時代に長安の崇仁坊で夜市が始まったと言われている。その後、洛陽、開封、揚州などに発展して行った。宋の時代に書かれた「東京夢華錄」などに、当時の夜市の様子が描写されている。
東南アジアの熱帯および亜熱帯地域では、昼間の高温を避けるため夜市が自然に発展していき、庶民の憩いの場・生活の場として愛されている。特に台湾では夜市が観光資源として重要な役割を果たしている。しかし、国が豊かになり、道路占有や食品衛生に関する法律が整備され、人々の嗜好も変化していく中、かつて日本の大都市から屋台が姿を消してしまったようなことが起こる気配もある。観光目的や文化的な遺産として夜市を残したいという発想がある一方で、時代の変化の中でこれらのビジネスモデルがどのように変化していくのかは非常に興味深い所である。

## 販売品目
文化圏によって、また土地によって違いはあるが、飲食の各種屋台、服飾品、アクセサリー、輪投げなどのゲームが主である。他にも手相占い、似顔絵描きや縁起物を描く書画の実演販売なども見られる。台湾やベトナムやラオスでは子供向けの小規模な移動遊園地も併設されることが多い。
夜市には伝統的なものが溢れていると思われがちであるが、決してそうではない。屋台間の競争が非常に激しく、例えば若者などの支持を取り付けるために常に新しい取り組みを行っている店が生き残るなど、店の流動性が高い。伝統的な商品・食品だけでなく、若者の最新のトレンドなどが玉石混淆に垣間見られる。地域の夜市は現地の人々の生活に密接しており、観光客に知られた大型の夜市とはまた一風違った、人々の生活の様子を垣間見ることのできる非常に興味深い場所でもある。

## 日本の屋台
日本に関する記述は屋台を参照。

## 台湾の夜市
嘉義の文化路夜市、高雄の六合夜市、台南の花園夜市、台中の逢甲夜市、台北の士林夜市などが大型の夜市としてガイドブックやメディアなどで紹介されることが多い。

### 定義

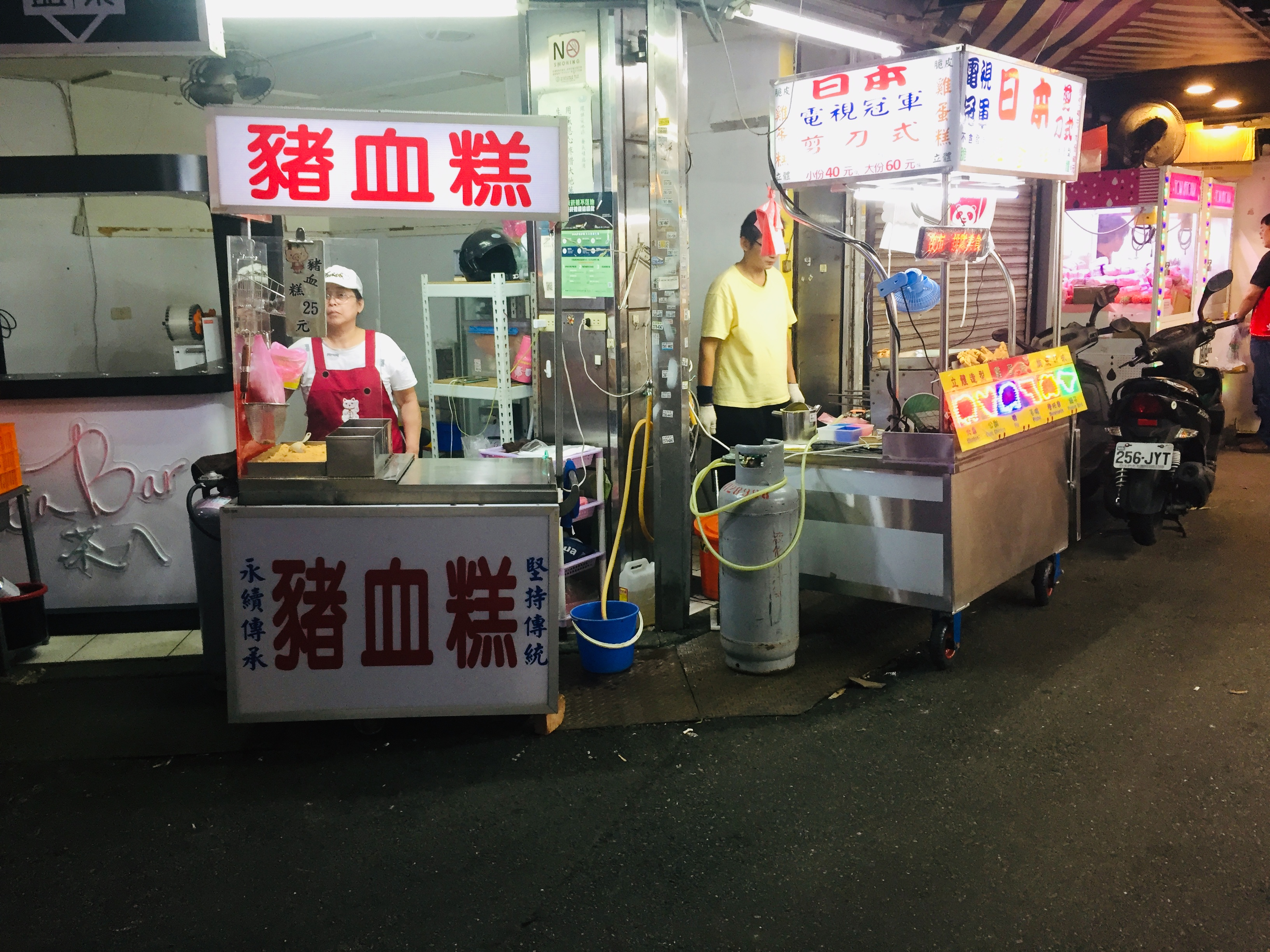
公館夜市

観光夜市
明確な定義は無いが、国内外を問わずに多くの人を集めようとする夜市のこと。夜市の入り口の門に「○○観光夜市」と書かれていたりする。観光客が多く集まる大型のものから、地域に密着した小型のものまで幅広い。
学生夜市
学生を対象として学校の周りに発展した夜市を指す。学生の授業時間、休憩時間、休日（夏休み、冬休み、連休、期間テストなど）に合わせて営業する。交通の便が良く、規模が大きくなると、普通の観光夜市と遜色ない物もある。
規模の大きな夜市になっているものに、
- 南部台湾の中正夜市
- 中部台湾の逢甲夜市
- 北部台湾の公館夜市や師大夜市

などが挙げられる。

屋台夜市
屋台を中心とした夜市。夕刻、道の両脇に屋台が次々と現れ、通りが夜市となる。

### 南部台湾
- 観光夜市

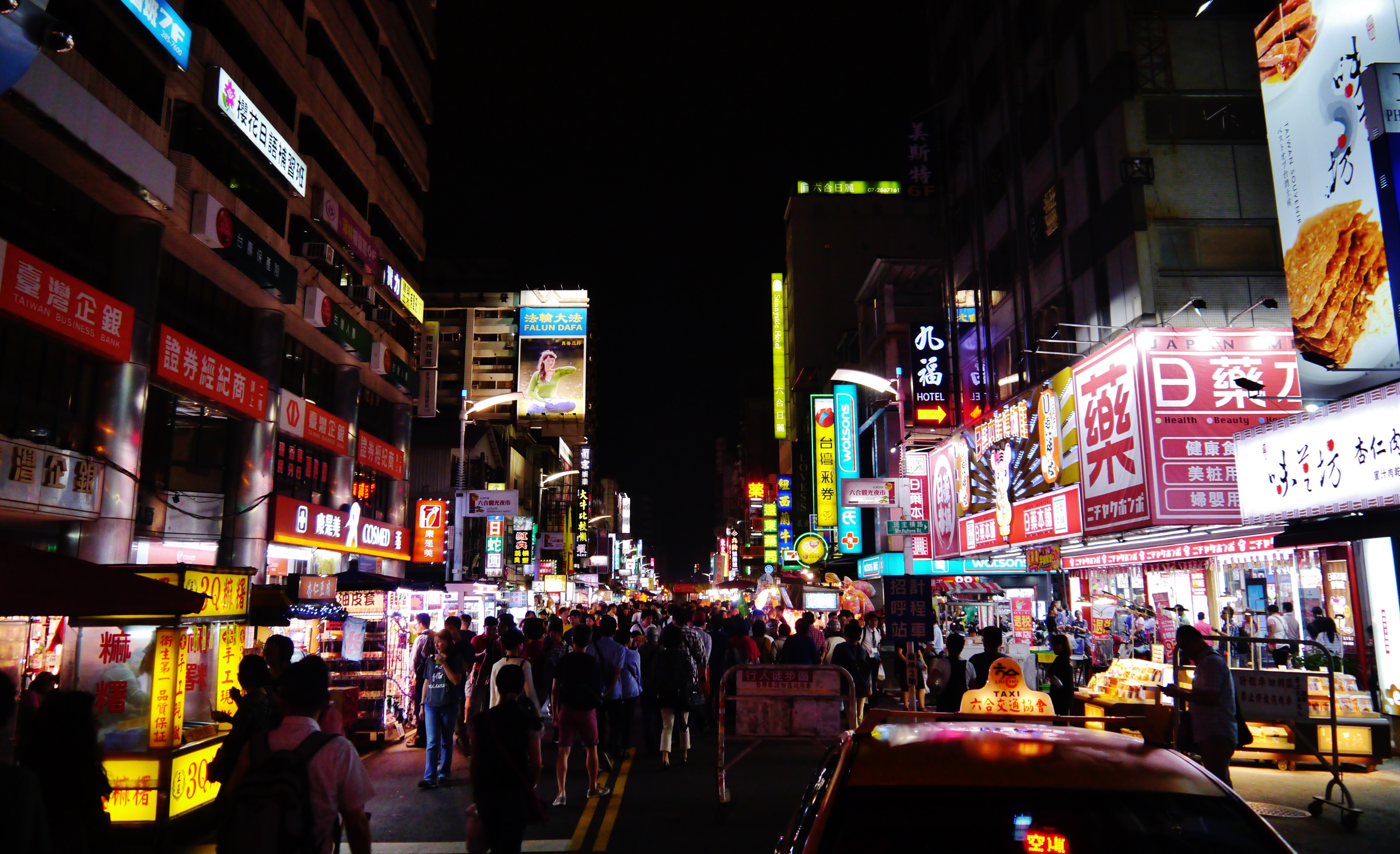
六合夜市

  - 文化路夜市（嘉義市・嘉義BRT文化路口乗り場）
  - 嘉ルフール観光夜市（嘉義市・嘉楽福バス乗り場/嘉義県農会バス乗り場・月曜日定休）
  - 朴子夜市（嘉義県・嘉義BRT嘉義県立体育館乗り場・土曜日営業）
  - 民雄新天地観光夜市(消滅)
  - 六合夜市（高雄市・美麗島駅）
  - 金鑽凱旋夜市（高雄市・凱旋駅と凱旋中華駅）
  - 漢民夜市（高雄市・小港駅）
  - 鳳山中華街夜市（高雄市・鳳山駅 (高雄捷運)）
  - 岡山中山夜市（高雄市・岡山駅）
  - 建工夜市（高雄市）
  - 墾丁大街夜市（屏東県）
  - 小北夜市（台南市）
  - 花園夜市（台南市）
  - 大東夜市（台南市）
- 屋台夜市
  - 頭橋夜市(消滅)
  - 民雄後駅夜市(消滅)
  - 大林夜市（嘉義県・大林駅）
  - レインボー夜市（嘉義県・嘉義BRT嘉義県政府乗り場）
  - 水上夜市（嘉義県・水上駅）
  - 麻魚寮夜市（嘉義県・土曜日営業）
  - 竹崎夜市（嘉義県）
  - 梅山夜市（嘉義県）
  - 二苓夜市（高雄市・小港駅）
  - 勞工公園夜市（高雄市・獅甲駅）
  - 鳳山青年夜市（高雄市）
  - 瑞豊夜市（高雄市・巨蛋駅）
  - 美濃夜市（高雄市）
  - 高樹夜市（屏東県）
  - 新営夜市（台南市新営区）
  - 白河夜市（台南市白河区）
- 学生夜市
  - 中正夜市（嘉義県・国立中正大学・中正大学バス乗り場）
    - 大吃市
    - 小吃市

### 東部台湾
- 台東観光夜市（台東県）
- 南濱觀光夜市（花蓮県）(消滅)
- 彩虹夜市[東大門夜市] (花蓮県)
- 自強夜市 (花蓮県) (消滅)

### 中部台湾
- 観光夜市
  - 光明街夜市（彰化県）
  - 永楽街夜市（彰化県）
  - 精明街夜市（台中市）
  - 忠孝路夜市（台中市）
  - 中華路夜市（台中市）
  - 廟東夜市（台中市）
- 屋台夜市
  - 三民路夜市（彰化県）
  - 中央路夜市（彰化県）
  - 台化夜市（彰化県）
  - 旱溪夜市（台中市）
  - 大慶夜市（台中市）
- 学生夜市
  - 逢甲夜市（台中市・逢甲大学）
  - 一中街夜市（台中市・台中一中）
  - 東海夜市（台中市・東海大学）

### 北部台湾
- 観光夜市
  - 羅東夜市（宜蘭県）
  - 桃園觀光夜市（桃園市）
  - 中壢觀光夜市（桃園市）
  - 士林夜市（台北市・劍潭駅）
  - 饒河街観光夜市（台北市・松山駅）

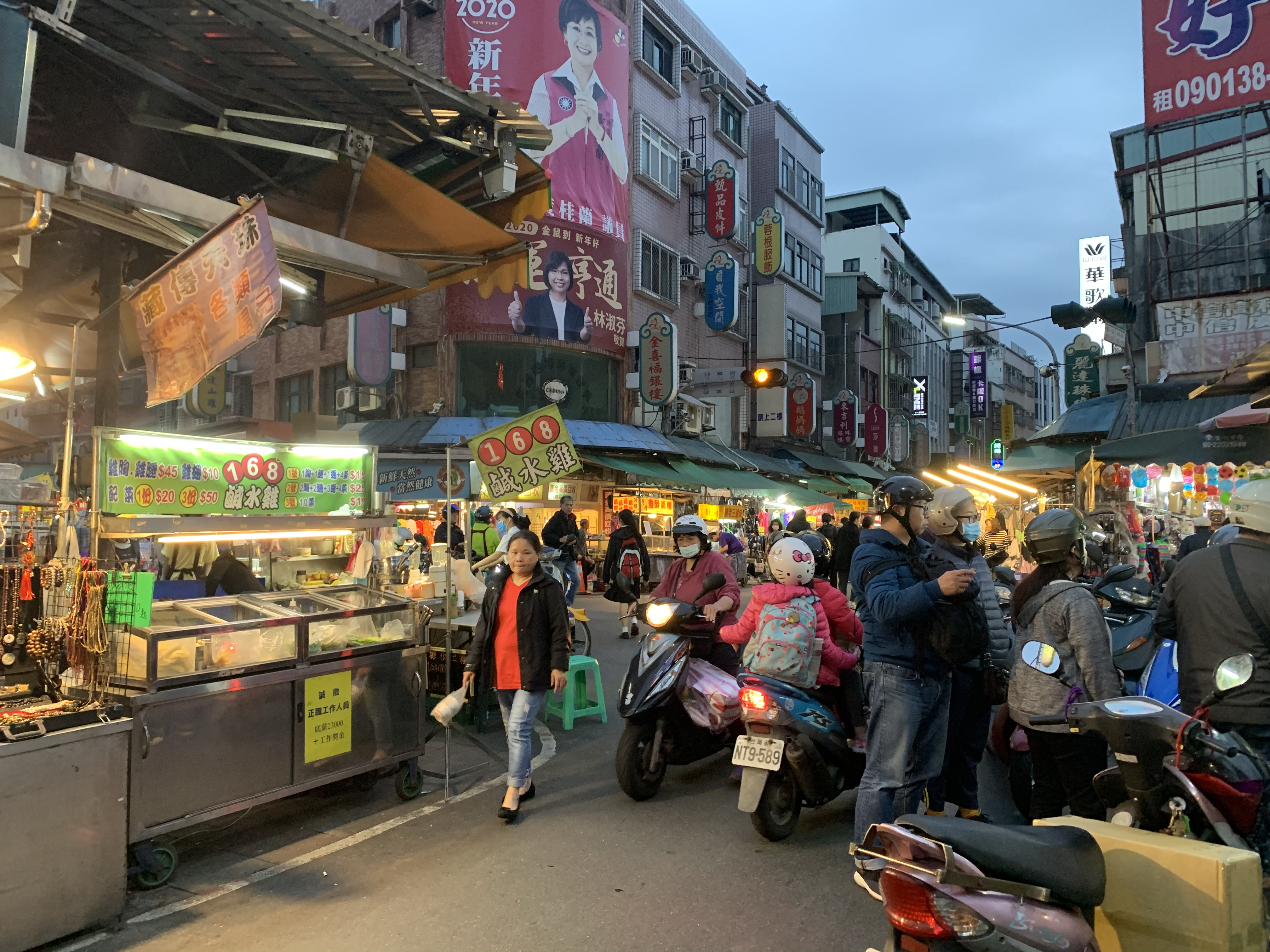
蘆洲夜市

  - 艋舺夜市（廣州街夜市・華西街夜市（中国語版）・梧州街夜市）（台北市・龍山寺駅）
  - 雙城街夜市（台北市・中山国小駅）
  - 臨江街夜市（中国語版）（別名：通化街夜市）（台北市・六張犁駅あるいは市政府駅）
  - 基隆廟口夜市（中国語版）（基隆市）
  - 楽華夜市（中国語版）（新北市・頂溪駅）
  - 興南夜市（中国語版）（新北市・南勢角駅）
  - 三和夜市（新北市・台北橋駅）
  - 蘆洲夜市（新北市・三民高中駅）
  - 英專路夜市（新北市・淡水駅）
- 学生夜市
  - 公館夜市（台北市・公館駅）
  - 中原夜市（桃園市・中原大学）
  - 清大夜市（新竹市・清華大学）

## 香港の夜市
- 廟街（佐敦駅あるいは油麻地駅）
- 通菜街（女人街、旺角駅）
- 大笪地（かつて上環付近にあったが既に消滅）

## 中国の夜市

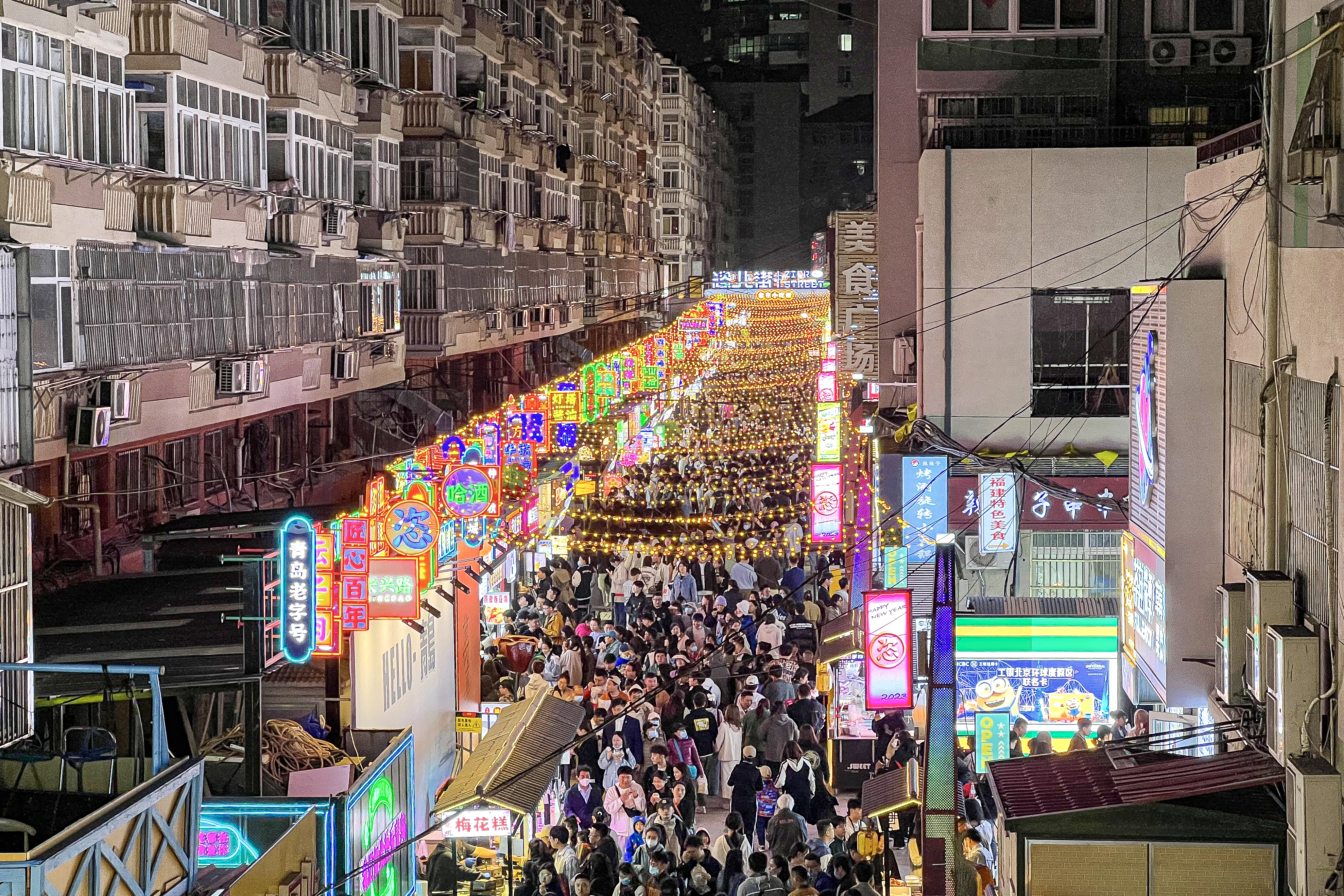
青島市にある台東夜市

- 上海
  - 台北観光夜市
- 北京
  - 簋街
  - 東華門
  - 二條（既に消滅）
- 広州
  - 西湖燈光夜市
  - 黃花夜市
  - 珠光夜市
  - 小港夜市
  - 沙河夜市
  - 沙園夜市
- 開封
  - 鼓樓夜市
  - 西司夜市
- 杭州
  - 呉山夜市

## 東南アジア各国の夜市

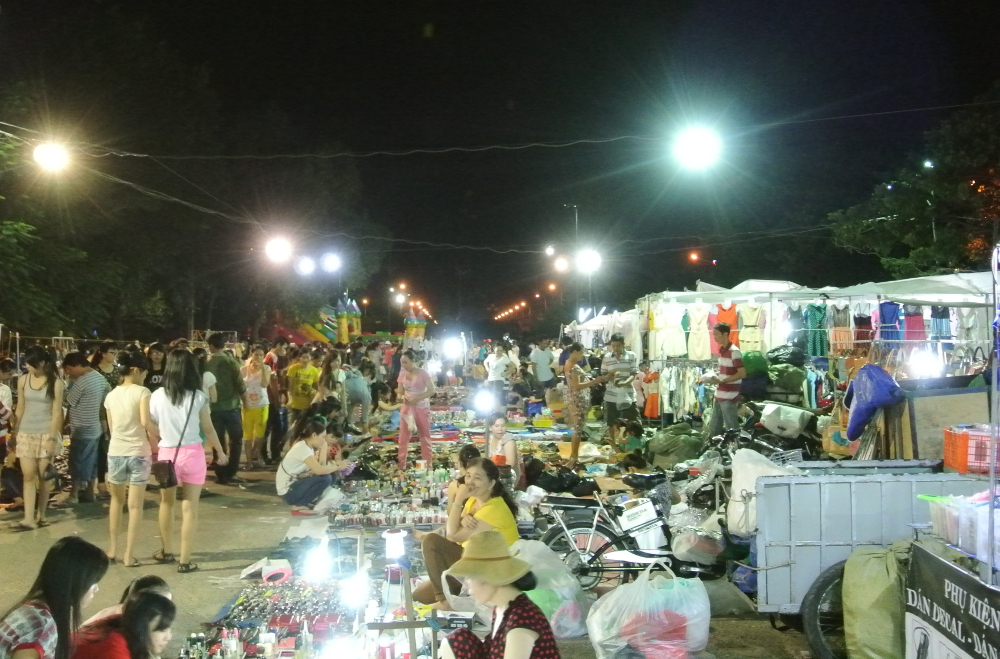
ベトナム、クイニョンのchợ đêm

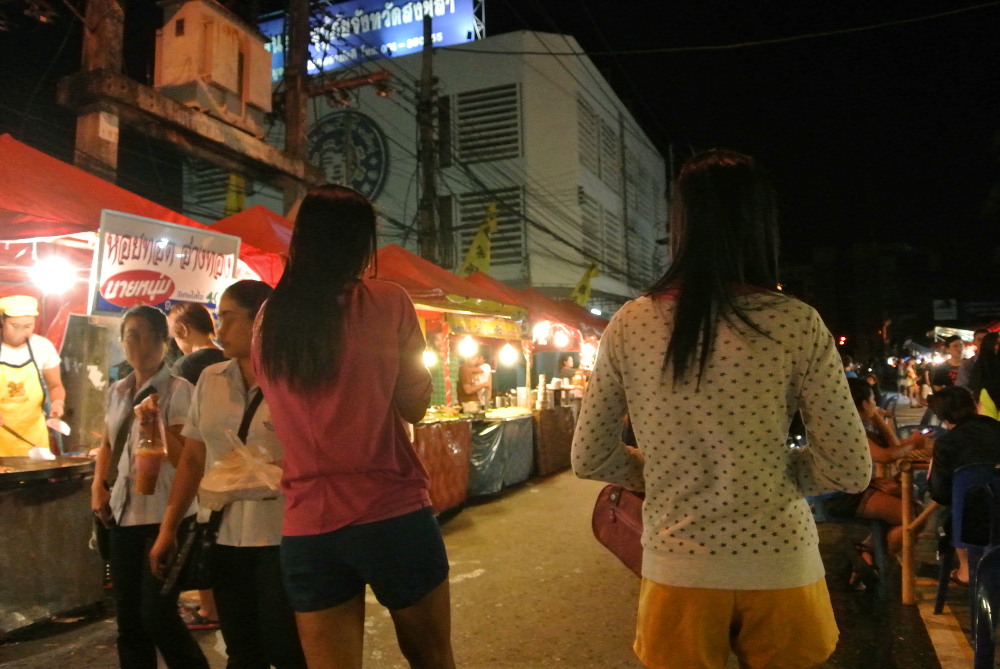
タイ、ハジャイの夜市

東南アジアでは街ごとに夜市があるといっても過言ではない。下記は日本の観光ガイドブック等に載っている有名なもの。
- ベトナム・ホーチミン市
  - ベンタイン市場ナイトマーケット[2]
- タイ・バンコク
  - スアン・ルム　ナイトバザール（ルンピニー、en:Suan Lum Night Bazaar）
  - パッポン　ナイトバザール
  - チェンクラン　ナイトバザール
- シンガポール
  - ラウパサ・ホーカーセンター（老巴刹夜市）
  - 白沙浮夜市
- ラオス
  - ルアンパバーン旧市街
- マレーシア
  - ジャラン・アロアー・パサール・マラム（クアラルンプール）
  - ジョンカー・ウォーク（マラッカ）[3]